# Pierre Sebilleau
Pierre Sebilleau (* 16. September 1912 in Nantes; † 6. November 1976 in Novi Bečej, Vojvodina) war ein französischer Botschafter.

## Leben
Pierre Sebilleau war verheiratet, hatte vier Kinder und hat Rechtswissenschaft studiert. Sebilleau war von 1938 bis 1939 Attaché an der Botschaft in Warschau. 1940 war er stellvertretender Chef des Zivilkabinetts von Philippe Pétain. 1958 war Pierre Sebilleau Director im Quai d’Orsay Direktor der Abteilung Europa. Er war an der Botschaften in Libyen, Brasilien, Dänemark und ab 1970 in Belgrad akkreditiert.
Er war Doyen in Belgrad und starb bei einer Staatsjagd, als er versehentlich vom österreichischen Spitzendiplomaten Alexander Otto erschossen wurde.